# Monte Tamaro
Il monte Tamaro (pron. Tàmaro; 1.961 m s.l.m.) si trova nelle Prealpi Luganesi, nel canton Ticino.

## Descrizione

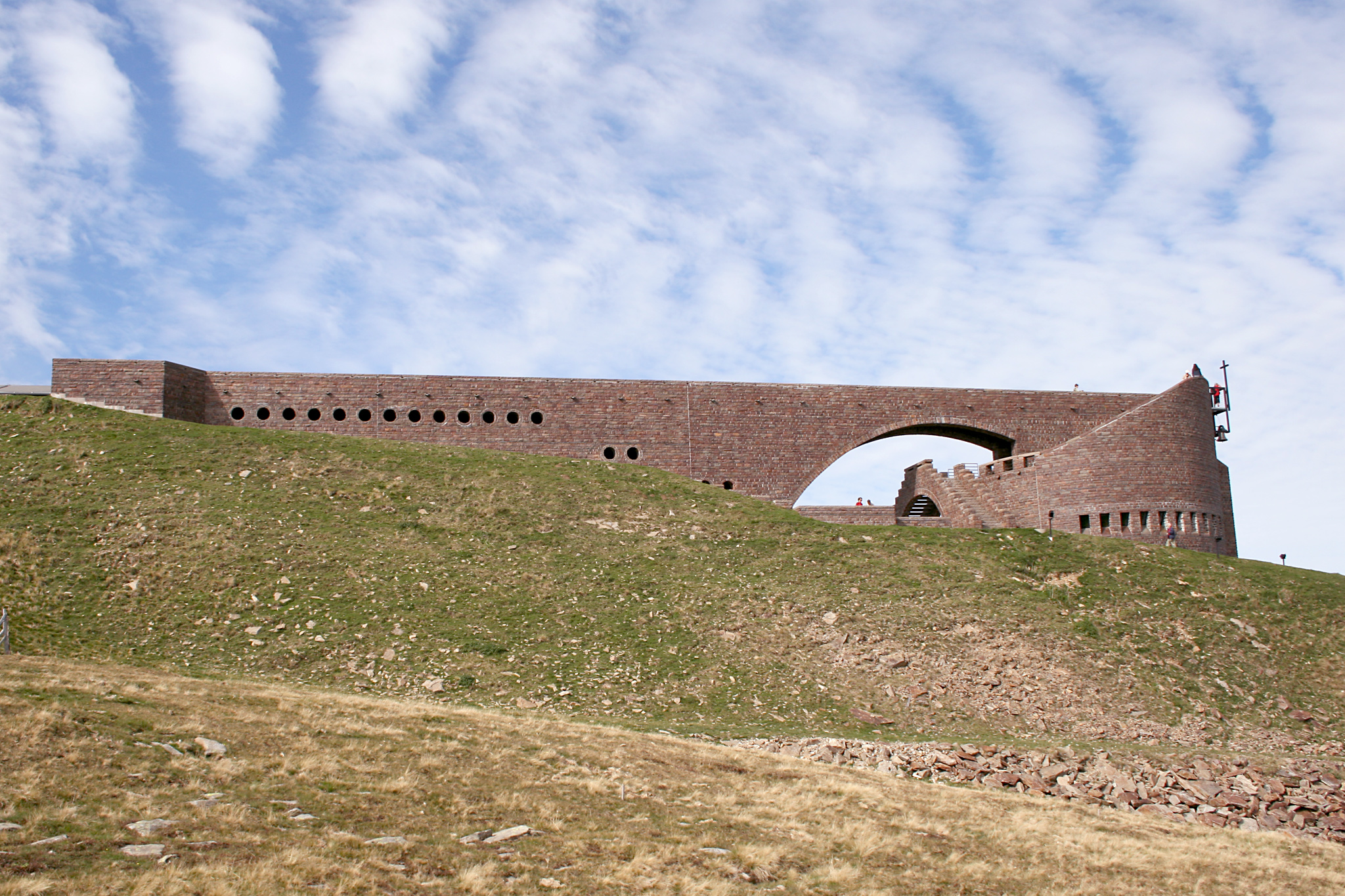
Cappella di Santa Maria degli Angeli, di Mario Botta

Si erge a sud-ovest del Passo del Monte Ceneri e divide con il passo e altri monti il Canton Ticino in Sopraceneri e Sottoceneri. Una funivia collega Rivera, paese posto ai suoi piedi, con l'Alpe Foppa posto a 1567 m. In passato fu anche una stazione sciistica.
Negli anni novanta, venne costruita all'alpe Foppa, su progetto di Mario Botta, la Cappella di Santa Maria degli Angeli, con all'interno pitture di Enzo Cucchi. Altre opere d'arte di natura scultorea sono la Madonna del Tamaro di Antonio Danzi, Il guardiano del tempio di Luca Marcionelli e Suspended Cube di Jaya Schürch.
Presso la sommità imponenti antenne sono state poste dalla Swisscom per collegare telematicamente il cantone con il resto della Svizzera.

## Sci
A partire dagli anni Sessanta, con l'apertura dell'ovovia Rivera-Alpe Foppa, il Monte Tamaro divenne una medio-piccola stazione sciistica. Furono realizzate una seggiovia biposto, tre skilift ad ancora ed una manovia. Le piste erano cinque (2 facili: Baby e Valleluna, 2 medie: Intermedia ed Alpe Foppa, 1 difficile: Zottone) ed erano lunghe complessivamente circa 15 km. Una pista consentiva di scendere fino alla stazione intermedia dell'ovovia, in località Pian di Mora a 1150 m, mentre la seggiovia biposto consentiva di raggiungere i 1650 m
Negli anni Novanta gli inverni scarsamente nevosi misero in difficoltà economiche i gestori degli impianti. Per questo nel 2003, complici anche le previsioni di un lento ed inesorabile surriscaldamento globale, si decise di chiudere gli impianti sciistici e di trasformare la località in un grande parco divertimenti estivo. Alla stazione intermedia dell'ovovia fu aperto un parco avventura, mentre all'arrivo dell'ovovia, all'Alpe Foppa, vennero realizzate una slittovia biposto ed una tirolese.

## Rifugi
A circa 30 minuti dalla vetta, a 1.867 metri di altitudine, è presente la Capanna del Tamaro. Il rifugio, situato nel comune di Monteceneri, è stato ricavato da una vecchia struttura militare e poi più volte ristrutturato.

## Escursionismo
Una via battuta è quella che da Rivera raggiunge l'alpe Foppa (anche tramite funivia). Da qui la vetta è raggiungibile in circa un'ora. Un'alternativa è la via che parte dall'Alpe di Neggia e raggiunge la cima in circa un'ora e mezza.
La vetta è anche il punto di arrivo della traversata Monte Lema - Monte Tamaro, escursione di circa quattro ore e mezza fra le più gettonate del Canton Ticino.
Tutte le vie di accesso alla cima presentano difficoltà valutate T1 o T2.